# Tomo Česen
Tomo Česen, slovenski športni plezalec in alpinist, * 5. november 1959, Kranj.

## Življenjepis
Od rojstva Tomo Česen prebiva v Stražišču. Končal je klasično gimnazijo, vpisal slovenščino in angleščino, študija pa zaradi posvečanja plezanju ni končal. V mladosti je treniral in tekmoval v gimnastiki (slovenski srednješolski prvak v preskoku), atletiki in rokometu, dalj časa pa je treniral tudi alpsko smučanje.

### Alpinizem
Leta 1975 se je Česen vključil v alpinistično šolo AO Kranj, dve leti kasneje postal alpinist, leta 1984 pa tudi alpinistični inštruktor.
Prve alpinistične vzpone je opravljal z vrstniki, z bratom Markom sta potem začela plezati tudi po težjih smereh, plezanje je nadaljeval v navezi z Andrejem Štremfljem, pa tudi z Nejcem Zaplotnikom, veliko pa je plezal tudi sam.
V letih 1988 in 1989 je bil načelnik alpinističnega odseka Kranj. Leta 1995 je postal selektor mladinske reprezentance v športnem plezanju, v letu 1997 pa je prevzel člansko reprezantanco. Od 1995 vodi Komisijo za športno plezanje. Je postavljalec smeri v športnem plezanju z mednarodno licenco, odgovoren za izpeljavo državnih prvenstev. Je tudi organizator in vodja tekme svetovnega pokala v športnem plezanju v Kranju.
Sedem let je bil trener Martine Čufar, ki je leta 2001 osvojila naslov svetovne prvakinje.
Plezata tudi njegova sinova Aleš in Nejc.

## Pomembnejši vzponi
- 1985: Prva solo in zimska ponovitev Škorpiona v Široki peči, v Grandes Jorasses povezava s smerjo Walker in McIntire-Colton, prav tako prvi solo. V Himalaji pa z Borutom Bergantom prvi vzpon s severa na Jalung Kang (8505 m).
- 1986: Prva zimska solo ponovitev »treh zadnjih problemov Alp« v manj kot tednu dni. V Karakorumu se je povzpel na Broad Peak (8051 m), takoj za tem pa preplezal še novo smer do Rame v južni steni K2, druge najvišje gore sveta.
- 1987 je ponovil vse tri klasične smeri v Sfingi - solo in v enem dnevu. V Grandes Jorasses je preplezal smer No Siesta, bila je prva solo ponovitev. V Šitah je sam opravil prvo zimsko ponovitev smeri Četrt stoletja. V Dolžanovi soteski pa za tisti čas odličen športni plezalni dosežek: prvi solo vzpon v smeri Mozartove kroglice (7a+).
- 1988 v Šitah solo Diretisima, v Travniku Sveča - prva solo zimska ponovitev.
- 1989 v Travniku Črna zajeda, prva zimska ponovitev tudi prva solo; v južni steni Marmolade solo ponovitev smeri Moderni časi; v Pilier Rouge prva ponovitev in prva solo Gabbarou-Long, prva ponovitev in prva solo; izjemen prvenstveni solo vzpon prek severne stene na Jannuja (Kumbakarne, 7710 m) za katerega so mu v Chamonixu podelili priznanje »snežnega leva«, za največji alpinistični dosežek leta, v športnem plezanju pa drugo mesto na državnem prvenstvu.
- 1990: Sporni vzpon prek južne stene Lotseja (8516 m), ki ga je dokazoval s tujimi fotografijami.
- 1994: Na Bohinjski Beli je opravil napovedano prvo solo ponovitev smeri Ženska za nagrado (8a).